# Flexenarena
La Flexenarena è una pista sciistica situata a Lech/Zürs, in Austria. Sul pendio, che si snoda sul Trittkopf, si tengono gare di slalom gigante parallelo a livello maschile e femminile della Coppa del Mondo di sci alpino, a partire dalla stagione 2020-2021; le gare si disputano solitamente nel mese di novembre.

## Podi

### Uomini - Slalom gigante parallelo
| Data             | Competizione                       | Prima                | Seconda              | Terza            |
| ---------------- | ---------------------------------- | -------------------- | -------------------- | ---------------- |
| 27 novembre 2020 | Coppa del Mondo di sci alpino 2021 | Alexis Pinturault    | Henrik Kristoffersen | Alexander Schmid |
| 14 novembre 2021 | Coppa del Mondo di sci alpino 2022 | Christian Hirschbühl | Dominik Raschner     | Atle Lie McGrath |

### Donne - Slalom gigante parallelo
| Data             | Competizione                       | Prima          | Seconda                 | Terza            |
| ---------------- | ---------------------------------- | -------------- | ----------------------- | ---------------- |
| 26 novembre 2020 | Coppa del Mondo di sci alpino 2021 | Petra Vlhová   | Paula Moltzan           | Lara Gut-Behrami |
| 13 novembre 2021 | Coppa del Mondo di sci alpino 2022 | Andreja Slokar | Thea Louise Stjernesund | Kristin Lysdahl  |